# Daniel Forró

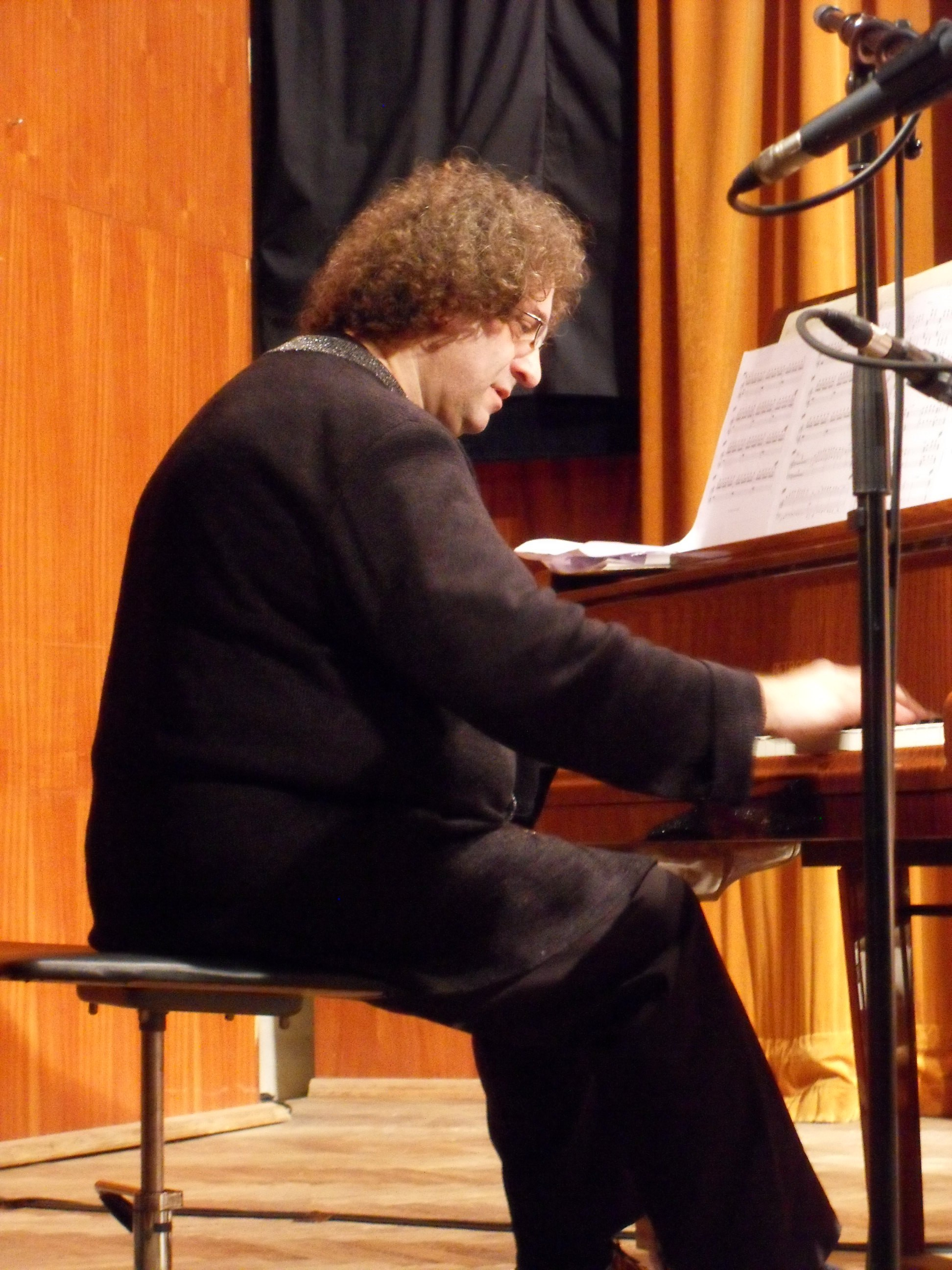
Daniel Forró

Daniel Forró (* 19. února 1958 Jihlava), vlastním jménem Karel Horký, je český hudební skladatel, klávesista, klavírista a pedagog. Působil v rockových skupinách Progres 2 a Bronz, později přešel k elektronické hudbě (jeho projekt Forrotronics).

## Biografie
Karel Horký se narodil v roce 1958 v Jihlavě, kde žil do svých 15 let a kde se učil hrát na klavír a na flétnu. V roce 1973 se přestěhoval do Brna, kde do roku 1979 studoval na konzervatoři hru na flétnu, na varhany a kompozici.
Již od roku 1973 hrál Horký v různých, převážně amatérských skupinách, později se prosadil v kapele saxofonisty Františka Bartla. V roce 1977 se stal klávesistou rockové skupiny Progres 2, která v té době vytvářela rozsáhlé audiovizuální dílo, rockovou operu Dialog s vesmírem. Její premiéra se uskutečnila v únoru 1978 a kapela s tímto projektem projela do roku 1980 celou Československou republiku. Na podzim 1979 ale Horký ze skupiny odešel, zúčastnil se však ještě nahrávání studiové verze Dialogu s vesmírem na konci téhož roku. Důvodem bylo studium, kterému se chtěl na Janáčkově akademii múzických umění (JAMU) věnovat. (V letech 1979 až 1986 tam vystudoval kompozici u Aloise Piňose.) Přesto Horký koncertoval dál, například s Orchestrem Rudolfa Zavadila. V letech 1980 a 1981 byl také členem folkrockového uskupení Vondrák–Bodlák–Horký–Polák.
V roce 1981 vznikla skupina Bronz, projekt bývalého kytaristy a zpěváka Progres 2 Pavla Váněho, kde hrál Horký již pod pseudonymem Daniel Forró. Bronz poměrně úspěšně vystupoval, v roce 1983 ale vyšel v časopisu Tribuna článek „Nová vlna se starým obsahem“ a kapely v něm uvedené byly brzy zakázány. Nepomohla ani změna názvu na Pavel Váně se skupinou, v roce 1984 se Bronz definitivně odmlčel. Přesto Pavel Váně později s pomocí bývalých spoluhráčů z Bronzu a dalších hostů nahrál album Zimní království, které vyšlo v roce 1986.
Dne 1. prosince 1983 odehrál Daniel Forró první sólový koncert pod názvem projektu Forrotronics. Forrotronics hraje dosud, jedná se o nejrůznější autorskou elektronickou hudbu od Daniela Forró, kterému se díky častému používání a propagaci MIDI přezdívá Mr. MIDI.
V letech 1996–1999 absolvoval doktorské studium teorie hudební kompozice na JAMU, od roku 1999 studoval jako doktorand hudební vědy na Masarykově univerzitě. Toto studium ale nedokončil, neboť se v roce 2003 přestěhoval z Brna do Japonska, o které se už od mládí zajímal. Zde žije v městě Kakamigahara (prefektura Gifu) se svojí japonskou manželkou jménem Chieko dodnes (mají dceru Karen a syna Saimona) a zde také nadále koncertuje a skládá hudbu. Na univerzitě v prefektuře Aiči působí jako hostující profesor.

## Výběr z díla

### Varhanní skladby
- Preludium, toccata a fuga (1981)
- Tři chromatické fugy (1991)
- Fuga in F (1991)
- Fata organa (2000) - pro varhany a syntetizátor
- Dvojkoncert pro varhany, bicí nástroje a symfonický orchestr (2005)
- Preludium, fantasie, toccata a fuga na B-A-C-H
- Variace na starý chorál (2012)[11]

## Diskografie

### S Progres 2
- 1978 – „Roentgen 19'30“ (singl)
- 1980 – „Píseň o jablku“ (singl)
- 1980 – Dialog s vesmírem (EP)
- 1980 – Dialog s vesmírem (album)
- 1993 – Dialog s vesmírem /live/ (živé album nahrané v roce 1978)

### S Bronzem
- 1982 – „Spěchá se, spěchá“ (singl)
- 1983 – „Poprvé v Praze“ (singl)
- 1986 – Zimní království (album)
- 2007 – The Best of... (album)

### S Forrotronics
- 1998 – Forrotronics – 15 Years